# سراب بنبة (همت أباد)
سراب بنبة (بالفارسية: سراب پنبه) هي مستوطنة تقع في إيران في قسم همت أباد الريفي. يقدر عدد سكانها بـ 35 نسمة .